# 最終需要
最終需要（さいしゅうじゅよう）とは経済学用語の一つ。経済学において需要とされている事柄であり、財やサービスの中で日本国内において生産過程に再投入されることなく最終の出来上がった形として消費されるという形態で需要となるようなもののことを言う。最終需要とされるような財やサービスというのは政府や家庭の人間によって消費という形で用いられたり、輸出に用いられたりされているというわけである。